# Nuoto sincronizzato ai campionati mondiali di nuoto 2015 - Duo misto (programma libero)
La competizione di nuoto sincronizzato - Duo misto libero dei Campionati mondiali di nuoto 2015 si è disputata il 28 e 30 luglio 2015 alla Kazan Arena di Kazan'. Il 28 luglio si è disputato il turno preliminare a cui hanno partecipato 10 nazioni. Il 30 luglio si è disputata la finale.

## Medaglie
| Posizione | Atleta                                | Paese       |
| --------- | ------------------------------------- | ----------- |
| Oro       | Aleksandr Mal'cev Darina Valitova     | Russia      |
| Argento   | Kristina Lum Bill May                 | Stati Uniti |
| Bronzo    | Giorgio Minisini Mariangela Perrupato | Italia      |

## Risultati
In verde sono denotati i finalisti.
| Pos. | Atleti      | Nazionalità                           | Preliminare | Preliminare | Finale  | Finale    |
| Pos. | Atleti      | Nazionalità                           | Punti       | Posizione   | Punti   | Posizione |
| ---- | ----------- | ------------------------------------- | ----------- | ----------- | ------- | --------- |
| 1    | Russia      | Aleksandr Mal'cev Darina Valitova     | 89.3667     | 2           | 91.7333 | 1         |
| 2    | Stati Uniti | Kristina Lum Bill May                 | 90.5000     | 1           | 91.4667 | 2         |
| 3    | Italia      | Giorgio Minisini Mariangela Perrupato | 87.9667     | 4           | 89.3333 | 3         |
| 4    | Francia     | Benoît Beaufils Virginie Dedieu       | 88.5333     | 3           | 88.5333 | 4         |
| 5    | Spagna      | Gemma Mengual Pau Ribes               | 86.9000     | 5           | 86.8000 | 5         |
| 6    | Ucraina     | Ekateryna Reznyk Anton Tymofeev       | 85.5667     | 6           | 85.1333 | 6         |
| 7    | Giappone    | Atsushi Abe Yumi Adachi               | 84.9667     | 7           | 84.9000 | 7         |
| 8    | Canada      | Stéphanie Leclair René Prévost        | 82.3333     | 8           | 82.5333 | 8         |
| 9    | Turchia     | Gökçe Akgün Yağmur Demircan           | 76.5333     | 9           | 76.3667 | 9         |
| 10   | Rep. Ceca   | Ondřej Cibulka Sabina Holubová        | 73.7000     | 10          | 71.5667 | 10        |